# Walerianowo (powiat poznański)
Walerianowo – wieś w Polsce położona w województwie wielkopolskim, w powiecie poznańskim, w gminie Komorniki.
W latach 1975–1998 miejscowość należała administracyjnie do województwa poznańskiego.

## Komunikacja
W miejscowości znajdują się 2 przystanki autobusowe (Walerianowo/Brzozowa, Walerianowo/Bukowa), które obsługiwane są przez linie: 705 (Górczyn PKM – Konarzewo/Pętla) oraz 707 (Górczyn PKM – Rosnówko/PKM). Linie te organizowane są przez ZTM Poznań, a operowane przez gminnego przewoźnika PUK Komorniki.